# Petits Chanteurs de Saint-François de Versailles
La manécanterie des Petits Chanteurs de Saint-François de Versailles est un chœur d'enfants fondé en 1951 par Jacques Duval.

## Vie et répertoire de la manécanterie
Ils se sont produits dans les plus grandes basiliques et cathédrales d'Europe (Canterbury, Londres, Aix-la-Chapelle, Cologne, Fribourg, Bruxelles, Amsterdam, Assise, Florence, Milan, Barcelone, Madrid, Lisbonne, Lyon, Paris...) et de prestigieuses salles de concert ( Queen Elizabeth Hall à Londres, Grand Auditorium de Palma de Majorque, Eltzer Hof Hall de Mayence, Grand Théâtre de Lisbonne, Théâtre des Champs-Élysées à Paris...). Ils ont eu de nombreuses occasions de participer à des productions musicales avec des ensembles régionaux ou de réputation internationale : le Roi David d'Arthur Honegger, la Passion selon saint Jean de Jean Sébastien Bach, avec l'ensemble baroque Les Arts Florissants et William Christie, l'opéra La Flûte enchantée de W.A. Mozart, dans le cadre naturel de l'Abbaye des Vaux de Cernay, et de fréquentes animations musicales de pièces de théâtre ou de spectacles historiques à Versailles.

## Discographie
Depuis la création du Chœur, onze disques ont été édités, dont six consacrés à des mélodies tirées du folklore du monde entier, deux aux motets et messes de la Renaissance, un au Temps de Noël et les deux à la musique baroque française.

## Les chefs de chœurs

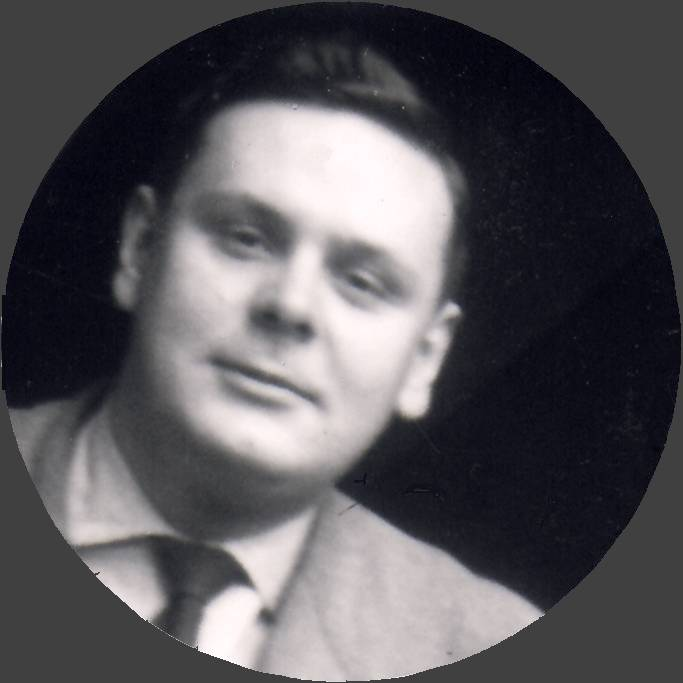
Jacques Duval

- Jacques Duval 1951

- Yves Atthenont
- Jean-Paul Dillies 1996
- François Vicariot 1997-2002
- Eric Leroy 2003-2010
- Gaétan Jarry 2010-2017
- Éric Leroy 2017